# Bob Johnston
Donald William 'Bob' Johnston (Hillsboro, Texas, 14 de mayo de 1932-14 de agosto de 2015) fue un productor musical conocido por su trabajo con artistas de Columbia Records como Bob Dylan, Johnny Cash, Leonard Cohen y Simon & Garfunkel.

## Biografía

### Primeros años
Johnston nació en una familia musical. Su abuela materna, Mamie Jo Adams, era compositora, al igual que su madre Diane Johnston. Diane había compuesto canciones para Gene Autry en la década de 1950, entre ellos un éxito de 1976, «Miles and Miles of Texas», que Asleep at the Wheel versionó. Tras su paso por la Marina, Johnston volvió a Fort Worth, y junto a su madre colaboró como compositor para el artista de rockabilly Mac Curtis, entre otros.
Entre 1956 y 1961, Bob grabó varios sencillos de rockabilly bajo el nombre de Don Johnston. En 1964, se movió a Nueva York como productor musical en Kapp Records, y firmó como comopositor de la editorial Hilland Range. También se casó con la compositora Joy Byers, con quien colaboró en materia de composición.

### Elvis y Joy Byers
Recientemente, Johnston declaró que canciones acreditadas a su mujer Joy Byers eran temas coescritos entre ambos o solo escritos por él, y citó «razones contractuales» para esta situación. Entre las canciones compuestas por él, según su declaración, se incluyen «What'sa Matter Baby», de Timi Yuro, además de al menos dieciséis canciones para películas de Elvis Presley entre 1964 y 1968, incluyendo «It Hurts Me», «Let Yourself Go» y «Stop, Look and Listen». Dos canciones acreditadas a Byers, «Stop, Look and Listen» y «Yeah, She's Evil!» fueron grabadas por Bill Halley antes de ser versionadas por Elvis. Elvis grabó «The Meanest Girl in Town» el 10 de junio de 1964, mientras que Halley grabó una versión de la misma una semana después, el 16 de junio.

### Trabajo con Bob Dylan, Johnny Cash y Leonard Cohen
Johnston trabajó brevemente como productor de Kapp Records, antes de trasladarse a Nueva York para trabajar con Columbia Records, donde comenzó a producir una serie de álbumes de artistas consagrados. Johnston estaba trabajando con Patti Page cuando en 1965 fue asignado para producir a Bob Dylan, seguido de Simon & Garfunkel, The Pozo-Seco Singers, Johnny Cash, Flatt & Scruggs, y finalmente Leonard Cohen.
Tras un par de años en Nueva York, Johnston se convirtió en el jefe de Columbia en Nashville, donde conoció a un gran número de músicos de sesión como Charlie Daniels. Produjo tres álbumes de Cohen, salió de gira con él y también le ayudó a componer la música de «Come Spend the Morning», grabada por Lee Hazlewood y Engerlbert Humperdinck.

### Productor independiente
Insatisfecho con su salario como miembro de Columbia, particularmente después de trabajar en álbumes exitosos que no le valieron ninguna regalía, Johnston se convirtió en productor musical independiente, con un notable éxito de la mano de Lindisfarne en Fog on the Tyne, que llegó al número uno en Gran Bretaña en 1972.
En 1978, produjo el álbum de Jimmy Cliff Give Thankx, que incluyó «Bongo Man». Un año después, produjo un álbum con Reggae Jackson que incluyó la colaboración de Cheryl Lynn, Kenneth Nash y Wayne Bidgell. 
Durante un periodo de dificultades financieras, bajo el escrutinio del IRS, Johnston se trasladó a Austin (Texas) y no trabajó durante un tiempo. Poco después regresó de la mano de Willie Nelson como productor de The IRS Tapes: Who'll Buy My Memories?.
En 2000, Bob también produjo a Romina Arena. El álbum incluyó una versión del tema de Dylan «Make You Feel My Love», aunque la compañía discográfica nunca publicó el proyecto.
En sus últimos años, Johnston volvió a trabajar con nuevos talentos musicales. Junto a su hijo Bobby, produjo los álbumes debut de dos nuevos cantantes, Natalie Pinkis y Eron Falbo.